# キャリアカウンセリング

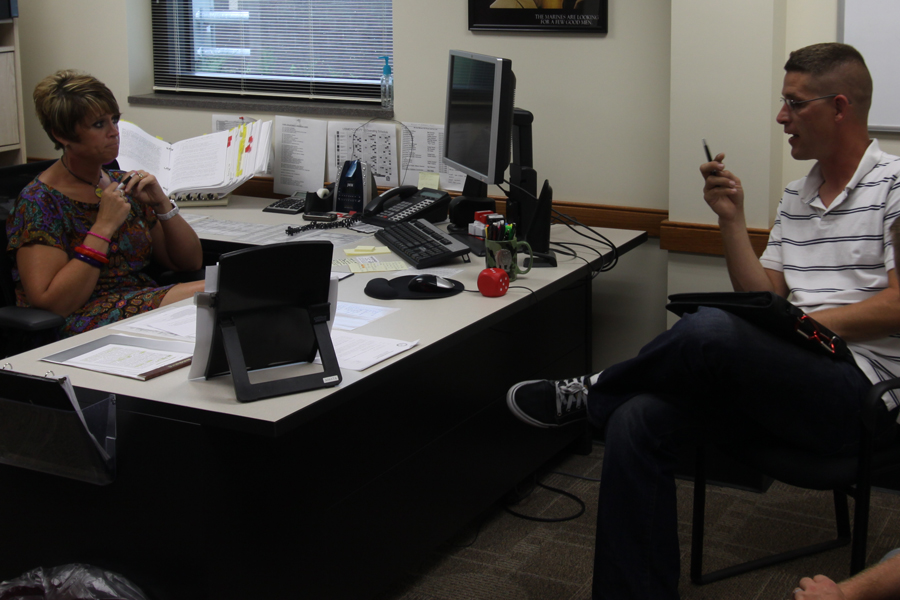
オフィスでのカウンセラー（左）

キャリア・カウンセリング（Career counseling）とは、キャリア・カウンセラーがクライエントに対して行うアドバイスやサポートの一種で、クライエントがその人生、学び、仕事の変化（キャリア）を乗り越えていくためのマネジメントを支援するものである。
これにはキャリアの探求、キャリアの選択、キャリアチェンジの管理、生涯キャリア開発など といったキャリアに関連する問題に対処する。キャリアカウンセラーや就職カウンセラーの役割については、主に概念的、文化的、言語的な違いから、世界的に合意された定義はない 。ただし、「キャリア・カウンセリング」という用語は、通常、1対1または少人数のグループで行われる専門的な介入を意味する。キャリアカウンセリングは、他の種類のカウンセリング（例えば、結婚カウンセリングや臨床カウンセリング）と関連している。すべての種類の専門的なカウンセリングを統合しているのは、専門家の役割であり、専門的なトピックに関するアドバイスと、クライエントが複雑な決断を下したり困難な状況に直面したりするのをサポートするカウンセリングのテクニックを組み合わせたものである。

## 名称
この活動を表現するために世界中で使われている専門用語には、かなりの違いがある。米国（counseling）と英国（counseling）の英語表記の違いに加え、一般的に使用されている別の用語もある。キャリア・ガイダンス、キャリア・コーチング、ガイダンス・カウンセリング、パーソナル・ガイダンス、キャリア・コンサルティングなどである。このため、作家やコメンテーターは、キャリアガイダンスやカウンセリングなど、複数の用語を組み合わせて包括的に表現することが多いが、それぞれの用語には独自の歴史と文化的意義があるため、ある用語から別の用語へ移行する際には注意が必要である。
別の用語として、「キャリア・ガイダンス」がある。この用語は、キャリア・カウンセリングの同義語として使われることもあるが、1対1のカウンセリングを超えた、より広範な介入を表すために使われることもある。
米国の政府機関（One Stop Career Centers）では、雇用カウンセラーは一般的に、キャリア開発、訓練、教育プロセスの望ましい結果である仕事の獲得、実際に仕事に就くことに重点を置いている。また、地域社会に根ざした組織や、就職支援に携わる営利・非営利企業で働く場合もある。
給与と労働条件は非常に多様であるが 雇用カウンセリングは米国労働省にその歴史的ルーツを持つ。キャリア開発の専門家は、様々な環境で働くことができるが、通常、クライアントと個人面接を行うオフィスや、グループセッションを行う教室や役員室で働く。組織によっては、夜間や週末の勤務もある。

## メリットとその課題

### メリット
キャリア・カウンセリングの有効性は、実証的な研究によって証明されている。プロのキャリア・カウンセラーは、キャリアに関する課題を抱える人々をサポートすることができ、キャリア開発や労働市場に関する専門知識を通じて、その人の資格、経験、長所、短所を広い視野でとらえ、希望給与、個人の趣味や関心、勤務地、雇用市場、教育の可能性なども考慮することができる。
キャリアカウンセラーは、そのカウンセリングや指導の能力を通して、さらに、自分にとって何が本当に大切なのか、どのようにすれば自律的にキャリアを設計できるのか、あるいは、厳しい決断を下したり、危機的な状況を乗り切るための支援をする。多くの場合、クライアントが適切な職場や仕事を見つける、雇用主との対立を解決したり、他の有用なサービスのサポートを見つけるのをサポートする。多くの国の政策立案者が、ガイダンス・サービスに公的資金を提供しているのはキャリア・カウンセリングのこうした様々な利点によるものである。例えば、欧州連合（EU）では、キャリアガイダンスとカウンセリングを、社会的排除と効果的に闘う、市民への雇用可能性を高める手段であるとして理解しているという。

### 課題
キャリアカウンセリングに関連する大きな課題のひとつは、参加者にそのプロセスへの参加を促すことがある。例えば、英国では14歳以下の70％がキャリア・アドバイスを受けたことがないと回答している一方で、14歳以上の45％がアドバイスを受けたことがないか、あるいは非常に乏しいか限定的なものであると回答している。
これと関連した問題として、専門家であるキャリア・カウンセラーの介入を拒否し、自分の職業内の同僚や上司のアドバイスに頼りたがる傾向がある。研究によると（参考文献参照）、研修中の医師の44％が、自分の専門職の先輩がキャリア・アドバイスを与えるのに最も適していると感じていることがわかった。さらに、キャリア・アドバイスの提供の方は、公式・非公式のさまざまな役割を通じて広く浸透していることが確認されている。そしてキャリア・カウンセラーだけでなく、心理学者、教師、管理職、トレーナー、人事（HR）スペシャリストなども、キャリア選択における正式なサポートを行うのが一般的である。
同様に、キャリア選択に際して友人や家族から非公式なサポートを求めたり、キャリアの専門家を直接避けたりすることも一般的である。2010年代には、履歴書の書き方や面接の受け方についてアドバイスを求めたり、さまざまな職業や企業について調べたりするために、キャリア開発のウェブ・ポータルを利用する人が増えている。また、オンラインで職業診断を受けることも可能になっている。

## 歴史と新たなアプローチ
キャリア・カウンセリングの歴史は、少なくとも19世紀後半にまでさかのぼる。この分野を決定づけた重要な著作は、1909年に出版されたフランク・パーソンズの『職業選択』（Choosing a Vocation）である。パーソンズはアメリカの進歩的な社会改革運動に強く根ざしていたが、この分野が発展するにつれ、この起源から離れ、カウンセリング心理学の一分野としてますます理解されるようになった。
1970年代までの理論（例：ドナルド・E・スーパーのライフ・スパン・アプローチ）やキャリア・カウンセリングの実践（例：マッチングの概念）では規範的アプローチが特徴的であったが、新しいモデルは、伝記的な断絶や不連続性を管理しながら、クライエントの個々のニーズや転移可能なスキルに出発点を置いている。キャリア開発はもはや、予測可能な仕事の世界を反映した直線的なプロセスとはみなされていない。現在では、非線形の、偶然の、計画外の影響について、より考慮されるようになっている。
このような視点の変化は、キャリア・カウンセリングの構成主義的パラダイムや社会構築主義的パラダイムに顕著である。構成主義／社会構築主義のパラダイムは、個人のストーリーと、教育や仕事に関連して個人が生み出す意味を重視するナラティブ・キャリア・カウンセリングとして適用される。
以降のキャリア・カウンセリングは、多様な選択肢と制約の中から複数の選択肢を選ぶという状況の中で、クライエントが伝記的な物語を書いたり修正したりすることを通して、自己創造を支援する内省的なプロセスである。キャリア選択を強調することから、自己肯定感を高め、意思決定を改善することへとシフトしている。「個人のみに焦点を当てたものから、文脈的要因を明確に認識するものへと変化し、"複雑な社会的・経済的システムの中にいる人間 "に焦点を当てたものと表現するのが最も適切であろう」と述べているが そのキャリアカウンセリング理論には、マーク・サヴィカスの「キャリア構築理論」や「ライフ・デザイニング・パラダイム」、デビッド・ブルスタインの「働くことの心理学」などがあり、これらは「経済的制約や疎外されていることが、仕事に関する個人の選択、あるいは選択の欠如、仕事への適応能力、ひいてはまともな仕事を見つけることに果たす役割を取り上げる」ために開発されたのである。
最近では、オーストラリア・スポーツ・コミッション (Australian Sports Commission) によるアスリート・キャリア・アンド・エデュケーション（ACE）プログラムや、AusdanceによるアーティストのためのScopeなど、このアプローチはオーストラリアで広く適用されている。